# 경세유표

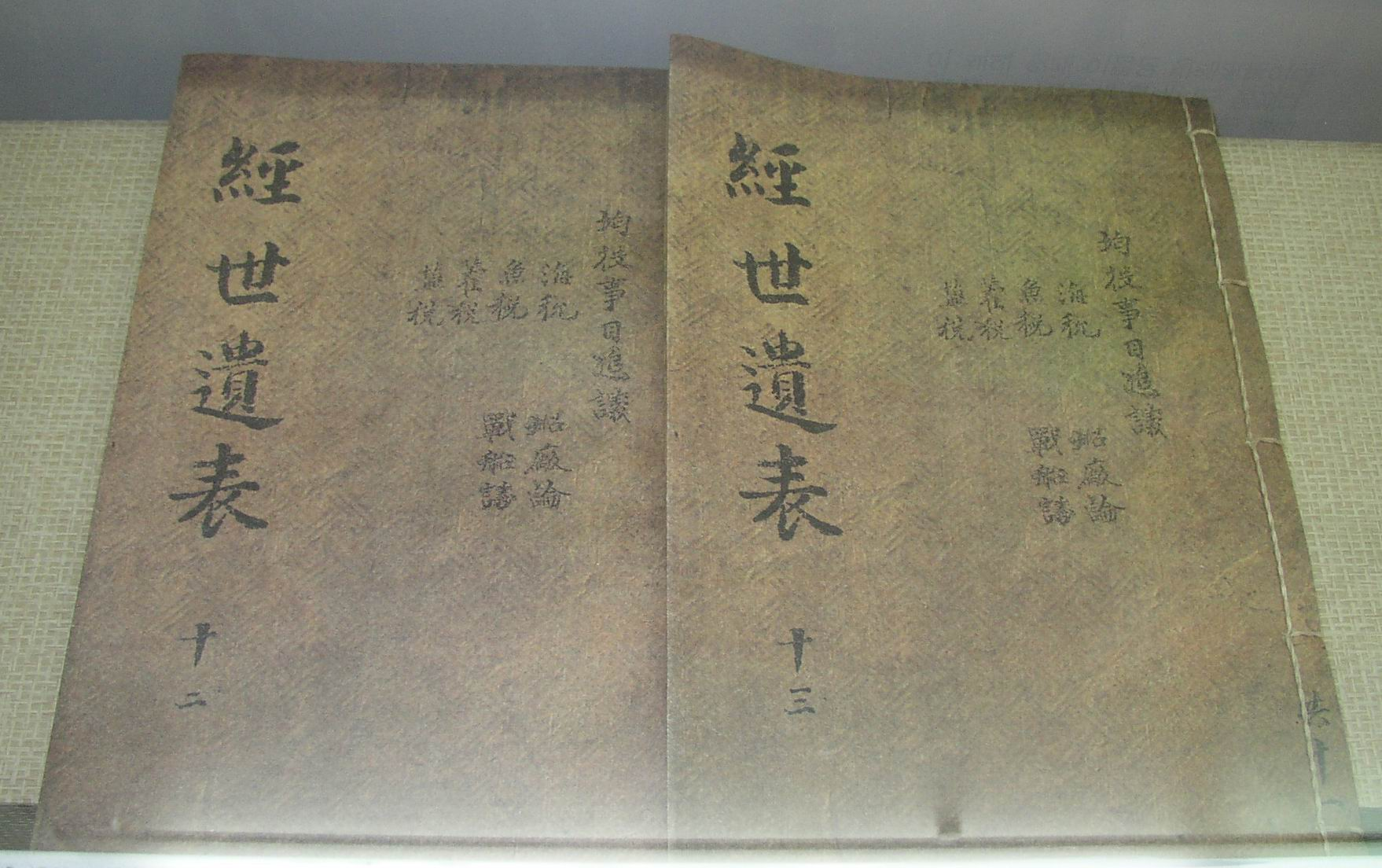
경세유표

《경세유표》(經世遺表)는 국정(國政)에 관한 일체의 제도 법규의 개혁에 대해 논한 책으로, 정약용이 1808년(순조 8년) 유배지 강진군에서 짓기 시작하여 1817년(순조 17년) 집필을 끝냈다. 처음에는 48권으로 지었으나 필사과정에서는 44권 15책으로 편집되었다.

## 개설
원래 제목은 《방례초본(邦禮草本)》으로, 기존 정치 제도의 모순에 대한 실증적인 사례를 담았으며, 이를 개혁할 필요성을 역설하였다.
이(吏) · 호(戶) · 예(禮) · 병(兵) · 형(刑) · 공(工)의 육전체제(六典體制)로 기술된 《주례(周禮)》와 《경국대전》의 체제를 본받아, 각 전(典)을 천관이조(天官吏曹) ·지관호조(地官戶曹) ·춘관예조(春官禮曹) ·하관병조(夏官兵曹) ·추관형조(秋官刑曹) ·동관공조(冬官工曹) ·천관수제(天官修制) ·지관수제(地官修制) ·춘관수제(春官修制) ·하관수제(夏官修制) 등으로 서술하였는데, 각각에 정치 ·경제 및 사회 사상을 혼합하여 서술하고 있다. 그러나 육전체제의 형(刑)과 공(工)에 해당하는 추관수제와 동관수제는 미완성인 상태로 남아있다.
경세유표는 서경(書經)과 주례의 이념을 표본으로 하되 당시 조선의 현실에 맞도록 조정하여 정치 ·사회 ·경제 제도를 개혁하고 부국강병을 이루는 것에 목표를 두고 저술하였다.

여기에서 정약용 선생은 남인 실학자의 공통적 관심사인 토지제도의 개혁과 민생안정뿐만 아니라, 주로 북학파 실학자가 관심을 가져온 기술 발달과 상공업 진흥을 통한 부국강병의 실현 문제도 논의하였다. 
특히, 당시 사회의 모순이 집약되어 있다고 볼 수 있는 토지문제 및 농업문제에 대해서도, <지관수제>에서 개혁의 궁극적인 목표를 자영농(自營農)의 경영을 기본으로 하는 정전제(井田制)에 두면서도 당장에 실시하는 것은 어렵다고 보아, 우선 첫 단계로 부분적인 개혁론이라 할 수 있는 정전의(井田議)를 제시하였다. 즉, 정전제는 토지를 정자(井字)로 구획하여 분배하는 것이 아니라, 토지면적을 계산하여 사전(私田)과 공전(公田)의 비율을 9 : 1로 하거나 수확량의 9분의 1만 세금으로 납부하게 하는 제도임을 설명하고, 한국에서 정전제를 실시할 수 있는 가능성과 실현방법을 제시하였다. 또한 <지관수제>에서는 부세제도의 개혁안을 제시하여 농민과 토지에만 국가의 부세가 편중되는 현실을 비판하고, 모든 산업에 과세할 것을 주장하였다.

## 새로운 작물
서울 근교와 각 지방 대도시 주변의 파밭, 마늘밭, 배추밭, 오이밭에서는 10무(畝)의 땅으로 수만 전의 수입을 올린다. 서북 지방의 담배밭, 관북 지방의 삼밭, 한산의 모시밭, 전주의 생강밭, 강진의 고구마밭, 황주의 지황밭은 논농사가 가장 잘 되었을 때 수입과 비교하더라도 이익이 10배나 된다. 요즈음은 인삼도 모두 밭에 재배하는데 이익이 1천만 전이나 된다고 한다. -정약용, "경세유표"-

## 평가
당시 북학파 실학사상의 핵심이 잘 담겨져 있는 책이며, 정약용의 《목민심서》, 《흠흠신서》와 함께 1표 2서로 불린다.

## 같이 보기
- 정약용
- 목민심서
- 여유당전서